# 中部大學 (日本)
中部大學（ちゅうぶだいがく，Chubu University）是一所位於日本愛知縣春日井市的私立大學，1938年由名古屋高等工業學校（今中部大學第一高等學校）教授三浦幸平創立，並分別在1971年和1973年設置碩士班與博士班。

## 知名教授
- 山本尚（英语：Hisashi Yamamoto） - 教授，有機化學家，酸觸媒大師
- 澤本光男 - 教授，高分子化學家，發現原子轉移自由基聚合（ATRP）

## 學部與學科
- 工學部
  - 機械工學科
  - 電氣系統工學科
  - 電子情報工學科
  - 都市建設工學科
  - 建築學科
  - 應用化學科
  - 情報工學科
- 應用生物學部
  - 應用生物化學科
  - 環境生物科學科
  - 食品營養科學科
- 人文學部
  - 日本語日本文化學科
  - 英語英美文化學科
  - 傳播學科
  - 心理學科
  - 歷史地理學科
- 國際關係學部
  - 國際關係學科
  - 國際文化學科
- 經營情報學科
  - 經營情報學科
  - 經營學科
- 生命健康科學部
  - 生命醫學科
  - 保健看護學科

## 研究所
- 工學研究科
- 國際人類學研究科
- 經營情報學研究科
- 應用生物學研究科

## 外部連結
- 中部大學網站 （页面存档备份，存于）